# Autonomia instytutów
Autonomia instytutów – jedna z podstawowych norm odnowionego prawa zakonnego, która ustala prawo każdego instytutu życia konsekrowanego do słusznej autonomii życia (kan. 586).
Zakres autonomii obejmuje całość spraw wewnętrznych danego instytutu. Dotyczy zwłaszcza zarządzania i ma na celu zachowanie własnego dziedzictwa. Wyraża się przede wszystkim poprzez prawo własne.